# Benz 3-Tonnen-Lastwagen
Der Benz 3-Tonnen-Lastwagen ist ein Modell, das die Benz & Cie. von 1907 bis 1914 in ihrem Werk Gaggenau (ehem. Süddeutsche Automobil-Fabrik Gaggenau) herstellte.
Der Wagen wurde von einem Vierzylinder-Blockmotor mit 6451 cm³ Hubraum angetrieben, der 45 PS (33 kW) bei 1200/min leistete. Mit Ketten wurde die Motorkraft an die Hinterachse weitergeleitet. Die Holzspeichenräder hatten Vollgummireifen.

## Quelle
- Benz 3-Tonnen-Lastwagen. Mercedes-Benz Museum.